# كراكدة
كراكدة، مدينة و بلدية تابعة إقليميا إلى دائرة بريزينة ولاية البيض الجزائرية.

## الموقع الجغرافي
يحد كراكدة كل من:
- شمالا:بلدية البيض
- جنوبا:الأبيض سيد الشيخ
- شرقا:بلدية الغاسول
- غربا:بلدية عين العراك

## وصلات أخرى

### وصلات داخلية
- دائرة بريزينة
- ولاية البيض

### وصلات خارجية
- إذاعة البيض الجهوية نسخة محفوظة 27 ديسمبر 2012 على موقع واي باك مشين.: الموقع الرسمي.
- الموقع الرسمي لولاية البيض.
- متوسطة ابن خلدون (البيض).